# كروكيت (تكساس)
كروكيت (بالإنجليزية: Crockett, Texas)‏ هي مدينة تقع بولاية تكساس في شمال شرق الولايات المتحدة. تبلغ مساحة هذه المدينة 23 (كم²)، وترتفع عن سطح البحر 111 م، بلغ عدد سكانها 7141 نسمة في عام 2000 حسب إحصاء مكتب تعداد الولايات المتحدة وتصل الكثافة السكانية فيها 311 نسمة/كم2.

## التركيبة السكانية
حدّد مكتب تعداد الولايات المتحدة بيانات التركيبة السكانية لكروكيت في تعداد الولايات المتحدة. في ما يلي، التركيبة السكانية حسب تعدادي 2000 و2010.

### تعداد عام 2000
بلغ عدد سكان كروكيت 7,141 نسمة بحسب تعداد عام 2000، وبلغ عدد الأسر 2,672 أسرة وعدد العائلات 1,747 عائلة مقيمة في المدينة. في حين سجلت الكثافة السكانية 311.4 نسمة لكل كيلومتر مربع (806.5/ميل2). وبلغ عدد الوحدات السكنية 3,081 وحدة بمتوسط كثافة قدره 134.4 لكل كيلومتر مربع (348.1/ميل2).
وتوزع التركيب العرقي للمدينة بنسبة 48.54% من البيض و44.67% من الأمريكيين الأفارقة و0.36% من الأمريكيين الأصليين و0.46% من الأمريكيين ذوي الأصول الآسيوية و0.14% من سكان جزر المحيط الهادئ و4.78% من الأعراق الأخرى و1.05% من عرقين مختلطين أو أكثر و10.50% من الهسبانيون أو اللاتينيون من أي عرق.
بلغ عدد الأسر 2,672 أسرة كانت نسبة 36.6% منها لديها أطفال تحت سن الثامنة عشر تعيش معهم، وبلغت نسبة الأزواج القاطنين مع بعضهم البعض 38.5% من أصل المجموع الكلي للأسر، ونسبة 23.3% من الأسر كان لديها معيلات من الإناث دون وجود شريك،  بينما كانت نسبة 3.5% من الأسر لديها معيلون من الذكور دون وجود شريكة وكانت نسبة 34.6% من غير العائلات. تألفت نسبة 31.3% من أصل جميع الأسر من عدة أفراد يعيشون في نفس المنزل ونسبة 16.7% كانت تتألف من شخص يعيش بمفرده يبلغ من العمر 65 عاماً أو أكثر. وبلغ متوسط حجم الأسرة المعيشية 2.46، أما متوسط حجم العائلات فبلغ 3.08.
بلغ العمر الوسطي للسكان 35.1 عاماً. وكانت نسبة 27% من القاطنين تحت سن الثامنة عشر، وكانت نسبة 8.2% بين الثامنة عشر والرابعة والعشرين عاماً، ونسبة 22.7% كانت واقعةً في الفئة العمرية ما بين الخامسة والعشرين والرابعة والأربعين عاماً، ونسبة 18.8% كانت ما بين الخامسة والأربعين والرابعة والستين، ونسبة 15.7% كانت ضمن فئة الخامسة والستين عاماً فما فوق. يوجد لكل 100 أنثى 80.0 ذكر، ويوجد لكل 100 أنثى في الثامنة عشر من عمرها فما فوق 75.0 ذكر.
بلغ متوسط دخل الأسرة في المدينة 21,455 دولارًا، أما متوسط دخل العائلة فبلغ 27,069 دولارًا. وكان متوسط دخل الذكور 26,098 دولارًا مقابل 18,674 دولارًا للإناث. وسجل دخل الفرد الخاص بالمدينة 11,708 دولارًا. وكانت نسبة 26.6% من العائلات ونسبة 33.9% من السكان تحت خط الفقر، وكان من هؤلاء نسبة 44.8% تحت سن الثامنة عشر ونسبة 26% في الخامسة والستين من العمر وما فوق.

### تعداد عام 2010
بلغ عدد سكان كروكيت 6,950 نسمة بحسب تعداد عام 2010، وبلغ عدد الأسر 2,644 أسرة وعدد العائلات 1,652 عائلة مقيمة في المدينة. في حين سجلت الكثافة السكانية 303.1 نسمة لكل كيلومتر مربع (785.0/ميل2). وبلغ عدد الوحدات السكنية 3,122 وحدة بمتوسط كثافة قدره 136.2 لكل كيلومتر مربع (352.8/ميل2).
وتوزع التركيب العرقي للمدينة بنسبة 46.60% من البيض و42.98% من الأمريكيين الأفارقة و0.42% من الأمريكيين الأصليين و0.91% من الأمريكيين ذوي الأصول الآسيوية و7.67% من الأعراق الأخرى و1.42% من عرقين مختلطين أو أكثر و16.22% من الهسبانيون أو اللاتينيون من أي عرق.
بلغ عدد الأسر 2,644 أسرة كانت نسبة 34.2% منها لديها أطفال تحت سن الثامنة عشر تعيش معهم، وبلغت نسبة الأزواج القاطنين مع بعضهم البعض 35.4% من أصل المجموع الكلي للأسر، ونسبة 22.2% من الأسر كان لديها معيلات من الإناث دون وجود شريك،  بينما كانت نسبة 5% من الأسر لديها معيلون من الذكور دون وجود شريكة وكانت نسبة 37.5% من غير العائلات. تألفت نسبة 33.5% من أصل جميع الأسر من عدة أفراد يعيشون في نفس المنزل ونسبة 15.6% كانت تتألف من شخص يعيش بمفرده يبلغ من العمر 65 عاماً أو أكثر. وبلغ متوسط حجم الأسرة المعيشية 2.46، أما متوسط حجم العائلات فبلغ 3.16.
بلغ العمر الوسطي للسكان 37.2 عاماً. وكانت نسبة 26.4% من القاطنين تحت سن الثامنة عشر، وكانت نسبة 9.6% بين الثامنة عشر والرابعة والعشرين عاماً، ونسبة 22.3% كانت واقعةً في الفئة العمرية ما بين الخامسة والعشرين والرابعة والأربعين عاماً، ونسبة 23.2% كانت ما بين الخامسة والأربعين والرابعة والستين، ونسبة 18.4% كانت ضمن فئة الخامسة والستين عاماً فما فوق. وتوزع التركيب الجنسي للسكان بنسبة 46.5% ذكور و53.5% إناث.

## أعلام
- ليه بيسلي
- رين فينيكس
- أندي هوبكينز
- كلود رايلي
- كارتييه مارتن

## وصلات خارجية
- crocketttexas.org
- The US50 - Cities and Towns in Texas State